# Pape Satàn Aleppe (album)
Pape Satan Aleppe è l'undicesimo album del gruppo musicale italiano degli Osanna, il terzo album live, pubblicato nel 2016.
Il titolo dell'album Pape Satan Aleppe è l'inizio del settimo canto dell'inferno di Dante e infatti il disco inizia con un recitativo di Fiorenza Calogero dei primi versi di tale canto dantesco.

## Tracce
Side A
1. Prologo (Castelcivita Caves)
2. Pape Satàn Aleppe
3. Taka Boom
4. l'Uomo (Purple Haze)
5. Fenesta Vascia
6. Michelemmà

Side B
1. Santa Lucia
2. Antatrain
3. Anni di Piombo
4. Nasciarrà 'nu ciore
5. Canzone Amara
6. Ciao Napoli
7. Profugo

Side C
1. Palepolitana
2. Prog Garden Medley (Non mi rompete - Il Banchetto- Luglio. agosto, settembre nero)
3. Vorrei Incontrarti
4. Auschwitz

Side D
1. Fuje Blues
2. Oro Caldo (Fuje 'a chistu Paese)
3. Il Mare
4. 'A Polizia Ringrazia

## Formazione
- Gennaro Barba - Drums
- Pako Capobianco - Electric guitar
- Nello D'Anna - Electric bass
- Irvin Vairetti - Vocal, Mellotron and Synth
- Lino Vairetti - Lead vocal, Acustic guitar and Harmonica
- Sasa' Priore - Piano, Organ and Synth

Special Guest
- Fiorenza Calogero (vocal in Pape Satàn Aleppe)
- Jenny Sorrenti (vocal in Vorrei incontrarti)
- Stella Manfredi (violin in Pape Satàn Aleppe)
- Donetella Del Monaco (vocal in Canzone Amara)
- Mauro Martello (flauto in L'Uomo, Fenesta Vascia, Michelemmà, Canzone Amara)